# Stříbrná židle
Stříbrná židle je čtvrtou knihou ze série Letopisy Narnie. Autorem je Clive Staples Lewis. Vydána byla v roce 1953.

## Příběh
Předposlední kniha z edice Letopisy Narnie vypráví příběh Eustace a jeho spolužačky Jill Pole (v některých překladech též Julie Poláková). Na útěku před staršími spolužáky otevřou Eustace a Jill dveře a ocitnou se v Aslanově zemi. Tam se Jill chce před Eustacem předvést a schválně chodí po okraji skály. Eustace ji chce strhnou nazpátek, ale nešťastnou náhodou spadne ze skály sám. Zachrání ho však Aslan a pošle ho do Narnie. Jill zůstává v Aslanově zemi a dostává od něj úkol. Aslan jí poví čtyři znamení, podle nichž má spolu s Eustacem pomoci najít ztraceného prince Riliana, syna krále Kaspiana Desátého, který pomalu umírá a potřebuje svého následníka. Poté je i Jill poslána do Narnie.
Když se ocitne v Narnii, setkává se tam opět s Eustacem. Ten právě kouká na odjezd starého krále. Netuší, že je to Kaspian a promrhá tak první znamení. Přátel si po chvíli všimne sova jménem Perolesklá. Odvede je k regentovi trpaslíku Dýnilovi a ten je ubytuje na Cair Paravelu. V noci je navštíví Perolesklá a odnese je na soví parlament. Tam se Jill a Eustace dozvídají příběh o princi Rilianovi. Před deseti lety mu had uštkl matku a on prahnul po pomstě. Chtěl hada zabít, a tak na osudné místo chodil ještě spoustu dalších dní. Na stejném místě však potkal krásnou ženu a jednoho dne se ztratil. Nikdo ho už nikdy neviděl a někteří si myslí, že ta žena byla čarodějnice.
Sovy se dohodnou, že Eustacovi a Jill pomůžou na další cestě a odnesou je k jejich novému průvodci - bludičkovi jménem Čvachetka. Ten se s nimi vydává hledat rozvaliny starého obřího města. Na cestě potkají Paní v zelené kytlici a ta jim poradí další cestu. Pošle je ale do náruče obrů, kteří si z nich chtějí na slavnostech udělat oběd. Když to přátelé zjistí, pokouší se utéct. Při pokusu o útěk je zahlédnou obři a pronásledují je. Přátelé se schovají v jeskyni. Tam je naleznou podzemšťané a odvádějí je k paní podzemí. Když trojice zjistí, že paní podzemí je Paní v zelené kytlici - čarodějnice která ovládá mysl prince Riliana a s jeho pomocí se pokouší ovládnout Narnii, pomáhají mu utéct a zničit vražedkyni jeho matky..

## Film
V roce 2013 byla ohlášena příprava filmové adaptace románu The Chronicles of Narnia: The Silver Chair, kterou měl režírovat Joe Johnston. K realizaci filmu ale nedošlo.